# Salticus major
Salticus major là một loài nhện trong họ Salticidae.
Loài này thuộc chi Salticus. Salticus major được Eugène Simon miêu tả năm 1868.